# The White Dawn
Pour plus de détails, voir Fiche technique et Distribution.
The White Dawn est un film américano-canadien réalisé par Philip Kaufman et sorti en 1974. Il s'agit d'une adaptation du roman The White Dawn: An Eskimo Saga de James Archibald Houston, qui participe également au scénario.

## Synopsis
En 1896, trois chasseurs de baleines se retrouvent bloqués dans le Nord canadien de l'Arctique. Des Inuits viennent à leur rescousse. Au début, les Inuits acceptent les manières européennes des étrangers, mais comme cela influence de plus en plus leurs coutumes et leur porte atteinte, les choses se dégradent peu à peu et la tension culturelle croît jusqu'au point de rupture.

## Fiche technique
Sauf indication contraire, les informations mentionnées dans cette section peuvent être confirmées par la base de données cinématographiques IMDb,  présente dans la section « Liens externes ».
- Réalisation : Philip Kaufman
- Scénario : James Archibald Houston et Thomas Rickman, avec la participation de Martin Ransohoff, d'après le roman The White Dawn: An Eskimo Saga de James Archibald Houston
- Photographie : Michael Chapman
- Musique : Henry Mancini
- Montage : Douglas Stewart
- Sociétés de production : American Film Properties et Filmways
- Distribution : Paramount Pictures
- Budget : n/a
- Pays de production :  Canada,  États-Unis
- Langues originales : anglais et inuktitut
- Format : couleur
- Genre : drame
- Durée : 110 minutes
- Dates de sortie[1] :
  - États-Unis : 21 juillet 1974 (New York)

## Distribution
- Warren Oates : Billy
- Timothy Bottoms : Daggett
- Louis Gossett Jr. : Portagee
- Joanasie Salomonie  : Kangiak
- Pilitak : Neevee
- Simonie Kopapik : Sarkak / Sark
- Akshooyooliak : vieille femme
- Namonai Ashoona

## Production
Le tournage a lieu sur l'île de Baffin dans l'archipel Arctique dans le Nunavut.

## Commentaire
C'est seulement le troisième film de l'histoire réalisé au-delà du cercle polaire, après Nanouk l'Esquimau en 1922 et Eskimo en 1933. Pour plus de réalisme, il a été tourné avec d'authentiques eskimos et en utilisant leur propre langue, l'inuktitut.